# Гартинг, Аркадий Михайлович

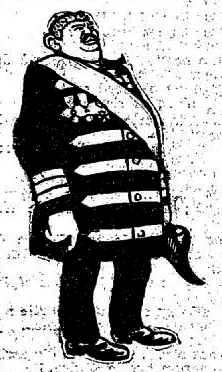
Карикатура на А. Гартинга. Газета Юманите 1909

Аркадий Михайлович Гартинг (настоящее имя — Авраам-Арон Мойшевич Геккельман, псевд: Абрам Ландезен) (20 октября 1861 — после 1918) — крупный деятель российского политического сыска (первоначально — участник революционного движения) еврейского происхождения, действительный статский советник.

## Биография
Родился 20 октября 1861 года в Пинском уезде Минской губернии в семье купца 2-й гильдии. В 1882 году экстерном окончил гимназию в Твери и поступил в Санкт-Петербургский университет. Во время дальнейшего обучения в Горном институте примкнул к народовольцам и был в 1883 году арестован. После ареста Геккельман был завербован инспектором Санкт-Петербургского охранного отделения подполковником Отдельного корпуса жандармов Г. П. Судейкиным и в дальнейшем, будучи официально зачислен в агентуру Департамента полиции, выполнял различные поручения. В конце 1880-х годов его перевели в Дерптский университет, где Геккельман возглавил антиправительственный кружок и принял активное участие в издании газеты «Народная воля».
В 1885 году Геккельман выдал правоохранительным органам революционеров и законспирированную типографию, после чего, опасаясь разоблачения, с помощью Департамента полиции спешно скрылся за границу. В Париже, имея паспорт на имя Абрама Ландезена, он сумел войти в доверие эмигрантской народовольческой среды и вскоре возглавил работу политических террористических организаций. Поддерживая крайние мнения и являясь сторонником самых радикальных методов, Ландезен искусно добивался преждевременной развязки событий, настаивая, в частности, на покушении на императора Александра III. С этой целью при активном содействии и участии Ландезена в Париже было организовано производство бомб. Дождавшись момента, когда бомбы были разнесены и спрятаны в квартирах революционеров, Ландезен оповестил о заговоре французскую полицию. В результате 27 членов террористической организации предстали перед судом в Париже; некоторые из них были приговорены к трём годам тюремного заключения. Лишь через месяц после задержания террористов суд дал ордер на арест самого Ландезена, который к этому моменту давно покинул пределы Франции. Успешно выполненное задание тайной полиции принесло Геккельману-Ландезену статус почётного гражданина с правом повсеместного проживания на всей территории Российской империи и пенсию 1000 рублей в год.
В 1893 году в Висбадене он принял православие и стал именоваться Аркадием Михайловичем, а в 1896 году изменил фамилию на Гартинг. Крещение было совершено настоятелем русской посольской церкви в Берлине, восприемниками были секретарь русского посольства в Берлине М. Н. Муравьёв и жена сенатора Мансурова.
Следующие годы Гартинг провёл в командировках по Европе, сопровождая и охраняя высочайших особ. В 1893 году он был командирован в Кобург-Гота на помолвку Николая Александровича с Алисой Гессенской. В 1894 году охранял Александра III в Копенгагене, затем поехал с императором в Швецию и Норвегию на охоту. Впоследствии участвовал в охране цесаревича Георгия, когда тот жил на юге Франции около Ниццы; Сопровождал Николая II в Париже и т. д. Около этого времени Гартинг женился на бельгийке Madeleine Palot.
В 1900 году Гартинг в чине титулярного советника возглавил Берлинскую агентуру Департамента полиции. Активно взаимодействуя с германскими коллегами, он успешно освещал деятельность русской политической эмиграции. Им был завербован Яков Житомирский, до этого уже работавший на немецкую полицию. В Берлине к этому времени работало 3 агента наружного наблюдения; на начало 1904 года у Гартинга в немецкой столице имелось 6 секретных сотрудников, освещавших деятельность революционных партий.
С началом русско-японской войны Гартинг, облечённый особым доверием руководства полиции, получил задание обеспечить безопасность следования Второй Тихоокеанской эскадры. Вскоре Гартинг доложил, что создал сеть из более чем 80 наблюдательных пунктов, зафрахтовал до 12-ти судов, задействовав агентуру на территории Дании, Швеции, Норвегии и Германии. Из докладов следовало, что Гартинг развернул дело с необычайной широтой; на это требовались огромные средства, предоставляемые в распоряжение агента российским Департаментом полиции. Принимая во внимание невысокие нравственные качества Гартинга, современные историки сомневаются в достоверности предоставленных им сведений. Агентурная информация, по мнению исследователей, представляла собой преувеличения, а иногда даже откровенные фальсификации; это скорее дезориентировало морское руководство, чем способствовало правильной оценке обстановки. Считается, в частности, что Гулльский инцидент был во многом следствием нервозности, установившейся на Второй эскадре из-за докладов агентуры о происках японцев. Тем не менее 10 ноября 1904 года командировка Гартинга была завершена, а его работа высоко отмечена русским командованием.
С августа 1905 года был заведующим всей заграничной агентурой в Париже, в 1907 году был произведён в статские советники. В 1909 году он был разоблачён В. Л. Бурцевым, который сумел доказать, что Ландезен (приговорённый во Франции к 5 годам тюрьмы за дело 1890 года) и Гартинг — одно лицо. Разразившийся скандал вынудил Гартинга спешно покинуть французскую столицу. В России он был уволен в отставку с пенсией и с производством в действительные статские советники.
Во время Первой мировой войны Гартинг состоял в русской контрразведке во Франции и Бельгии; после революции остался жить в Бельгии, занимаясь банковским делом. Дальнейшая судьба Гартинга неизвестна.